# 太極 (唐朝)
太極（712年正月—四月）是唐睿宗李旦的年号，共计4个月。

## 改元
- 景雲三年正月十九己丑（712年3月1日），改元為太極。[2][3][4]五月初三辛未（712年6月11日），改元為延和。[5][6][7]

## 纪年
| 太極 | 元年  |
| ---- | ----- |
| 公元 | 712年 |
| 干支 | 壬子  |

## 同期存在的其他政权年号
- 日本
  - 和銅（708年－715年）：奈良時代—元明天皇之年號

## 參看
- 太極
- 中國年號索引

## 文內注釋
1. ↑  李崇智，《中國歷代年號考》，第101頁。
2. ↑  劉昫.  . 维基文库.「〔景雲三年正月〕己丑，大赦天下，改元為太極。」
3. ↑  歐陽脩.  . 维基文库.「先天元年正月……己丑，大赦，改元曰太極。」
4. ↑  司馬光.  . 维基文库.「〔先天元年正月〕己丑，赦天下；改元太極。」
5. ↑  劉昫.  . 维基文库.「〔景雲三年〕五月戊寅，親祀北郊。辛未，大赦天下，改元為延和。」
6. ↑  歐陽脩.  . 维基文库.「〔先天元年〕五月戊寅，有事于北郊。辛巳，大赦，改元曰延和。」
7. ↑  司馬光.  . 维基文库.「〔先天元年五月〕辛巳，赦天下，改元延和。」